# Care memorie
Care memorie (titolo orig. Souvenirs pieux) è un libro di memorie autobiografiche di Marguerite Yourcenar, pubblicato nel 1974. Costituisce il primo volume della trilogia autobiografica Il labirinto del mondo, seguita da Archivi del Nord (1977) e Quoi? L'éternité (1988). 
L'opera si apre con la nascita dell'autrice ed esplora la famiglia materna nel suo insieme, concentrandosi su due prozii, Fernand e Octave Pirmez, così come su sua madre, Fernande. Il testo è stato tradotto in quindici lingue.

## Trama
Il volume si apre con un kōan zen che funge da epigrafe, per articolarsi in seguito in quattro sezioni suddivise a loro volta in capitoli non numerati. Ferdinande de Cartier de Marchienne, detta Fernande, coniugata con Michel Cleenewerck de Crayencour, è la madre dell'autrice del libro. Morta di febbre puerperale il 18 giugno 1903, due settimane dopo la nascita della sua prima e unica figlia, di lei non è rimasto in Marguerite Yourcenar un solo ricordo cosciente. Per arrivare a lumeggiare il vissuto di una madre non conosciuta, l'autrice ha raccolto una serie di documenti, esaminato la corrispondenza disponibile, incontrato parenti di tutte le età. 
Nella prima parte del racconto, «Il parto», si parla delle circostanze che precedettero la morte di Fernande a Bruxelles, della sua tragica e inevitabile scomparsa, dei riti che seguirono: il funerale della madre, il battesimo della figlia. Si tratteggiano anche i legami familiari di Fernande, a sua volta cresciuta senza madre in una numerosa famiglia di buona nobiltà belga. Si risale quindi alle origini documentate delle varie famiglie da cui Fernande discendeva, partendo dal XIV secolo. Vengono anche descritte alcune dimore di queste famiglie, come il castello di Flémalle, nella provincia di Liegi, il Castello Bilquin-de Cartier, a Marchienne-au-Pont, nella provincia di Hainaut e il Castello di Acoz, sempre nell'Hainaut, al confine della Provincia di Namur.
La residenza di Acoz è stata, nel XIX secolo, la dimora di Octave Pirmez, congiunto di Fernande, letterato di valore nazionale. Affascinata da questa figura caratteristica, in «Due viaggiatori in cammino verso la regione immutabile», Marguerite Yourcenar ne ricostruisce le vicende umane, all'insegna di una vita modesta e ritirata, funestata dalla precoce morte del fratello Fernand, detto Rémo. Molto più giovane di Octave e altrettanto dotato, anche Fernand fu un letterato pregevole, le cui opere furono pubblicate postume. L'autrice rivive l'affetto tra i due fratelli, la sensibilità esasperata del giovane Rémo, il suicidio a ventotto anni, la prostrazione dei familiari, ed è con evidente piacere ch'ella s'interessa a quelle «due voci che si esprimono con foga, o al contrario con reticenza, due esseri che si odono sospirare, a volte gridare» L'onestà dei ritratti, perseguita dalla scrittrice, fa sì che i giudizi negativi si alternino all' ammirazione, spesso venata di complicità: «Ho per Remo una bruciante stima, ed anche: «Lo zio Octave tanto mi commuove quanto mi irrita».
Dalla storia dei fratelli Pirmez si giunge a quella personale di Fernande, in «Fernande». Vengono delineate l'infanzia, l'adolescenza, l'istruzione; descritti i rapporti con i molti fratelli maggiori e i loro figli. I suoi anni di formazione giovanile comprendono alcuni viaggi all'estero, fino alla conoscenza dell'uomo che diverrà suo marito. Michel de Crayencourt è vedovo, ha avuto un primo matrimonio assai brillante ed è molto sicuro di sé; Fernande, al suo fianco, si sente intimidita. C'è anche un figlio di Michel, giovinetto ombroso e poco amichevole. Il matrimonio, seguito dalla gravidanza che porterà alla luce Marguerite, sembra nato sotto auspici sfavorevoli, sfociati nella morte dell'ancor giovane sposa.

## Tecniche autobiografiche
Yourcenar si pone prima di tutto come genealogista: utilizza una documentazione importante che abbraccia le fonti familiari (testimonianze orali, lettere, fotografie, e certamente le «care memorie» che danno il titolo al libro, gli annuari genealogici della nobilità, le monografie di studiosi locali, le opere di storia letteraria dedicate a Octave Pirmez, così come altri lavori storici più generali. Cerca di riscrivere gli avvenimenti familiari, in modo che siano il più possibile aderenti alla realtà storica che emerge dalle fonti. Quest'esigenza non evita qualche approssimazione inerente alla ricerca storica che, per la scrittrice, «importa[no] molto poco [...] Ci troviamo qui soltanto in un brevissimo racconto». Le interruzioni nella storia di famiglia e il desiderio di far rivivere i personaggi, immaginando i loro sentimenti e le sensazioni che li hanno segnati, danno spessore e vita ad un'opera che la sola genealogia avrebbe contrassegnato di inevitabile aridità. 
L'obiettivo di questa autobiografia è pertanto, prima di ogni altra cosa, sottolineare come tratto universale, il legame che intercorre sempre e comunque fra la genealogia e «l'essere che io chiamo me». Per Yourcenar questo legame rappresenta un punto d'arrivo nella ricerca d'identità, nell'evocazione di ciò che l'ha resa possibile e non di ciò che la precede.A questo rimanda l'epigrafe di apertura:  «Qual era il vostro viso prima che vostro padre e vostra madre s'incontrassero?"

## Edizioni italiane
- Care memorie, traduzione di Graziella Cillario, Collana Supercoralli, Torino, Einaudi, 1981-1997, ISBN 978-88-065-3074-7; Milano, Club degli Editori, 1990; Collana Einaudi Tascabili n.82, Einaudi, 1992-1997, ISBN 978-88-061-2828-9; Collana Oscar Classici Moderni, Milano, Mondadori, 1999-2001, ISBN 978-88-044-5927-9; Collana ET Scrittori, Einaudi, 2007, ISBN 978-88-06-17737-9; 2024, ISBN 978-88-062-6552-6.
- Care memorie, trad. di G. Cillario, a cura di Lina Zecchi, Collana Letteratura del Novecento, Milano, Einaudi Scuola, 1993-1998, ISBN 978-88-286-0138-8.